# イギリスの内閣の要職
イギリスの内閣の要職（イギリスのないかくのようしょく）は、イギリス政府において最も上級かつ威信のある4つの閣僚ポストである。英語ではGreat Offices of Stateと呼ばれ、首相、財務大臣、外務大臣、内務大臣を指す（以下、本項では便宜上「四大閣僚」と記す）。慣例によれば、総選挙後の組閣か任期途中の内閣改造かのいずれかにおいて、首相が閣僚を指名するとき、最初に発表されるのが財務大臣、外務大臣、そして内務大臣である。

## 現職
| 英国政府の重要閣僚 (Great Offices of State) | 英国政府の重要閣僚 (Great Offices of State) | 英国政府の重要閣僚 (Great Offices of State) | 英国政府の重要閣僚 (Great Offices of State) | 英国政府の重要閣僚 (Great Offices of State)                    |
| ------------------------------------------- | ------------------------------------------- | ------------------------------------------- | ------------------------------------------- | -------------------------------------------------------------- |
| スターマー内閣                              |                                             |                                             |                                             |                                                                |
| 役職                                        | 現職者                                      | 現職者                                      | 就任日                                      | 閣僚経験                                                       |
| 首相                                        |                                             | キア・スターマー                            | 2024年7月5日                                |                                                                |
| 財務大臣                                    |                                             | レイチェル・リーヴス                        | 2024年7月5日                                |                                                                |
| 外務大臣                                    |                                             | デイビッド・ラミー                          | 2024年7月5日                                |                                                                |
| 内務大臣                                    |                                             | イヴェット・クーパー                        | 2024年7月5日                                | 住宅担当国務大臣(2007 - 2008)、雇用・年金大臣(2009 - 2010)など |

## 歴史
イギリスの内閣の要職(Great Offices of State)は、王室で最上級の役職である国務大官(Great Officers of State)が世襲で名誉ある称号となって実権を失い、別途王室によって任命されたメンバーが実務を遂行するようになったことで誕生した。財務大臣(Chancellor of the Exchequer)は中世に起源を持っており、最古のイギリスの内閣の要職(Great Offices of State)である。国務大臣(Secretary of State)職は16世紀後半に誕生し、時代の変遷により現在では外務大臣(Secretary of State for Foreign Affairs)や内務大臣(Secretary of State for the Home Department)となった。18世紀には、国王に代わって閣議を大臣が主宰する慣例が成立し、閣議を主宰する大臣が首相(Prime Minister)と見なされるようになった。
これまでのところ、これら4つの役職全てに就いたことがあるのはジェームズ・キャラハンのみである。過去100年間に、この栄誉ある偉業の達成にあと一歩のところまで迫った人物が幾人かいた：ハーバート・ヘンリー・アスキスとウィンストン・チャーチルの両名は財務大臣、首相および内務大臣を歴任し、ハロルド・マクミランとジョン・メージャーは首相、財務大臣および外務大臣を歴任した。ラブ・バトラーとサー・ジョン・サイモンは財務大臣、外務大臣および内務大臣を歴任した。四大閣僚のうちの2つの役職を一人で同時に務めることはしばしばあり、直近では1924年にラムゼイ・マクドナルドが首相と外務大臣を兼任したほか、ウェリントン公爵アーサー・ウェルズリーはウェリントン暫定内閣において、四大閣僚のうち、首相、内務大臣および外務大臣の3つの役職を同時に務めたことのある唯一の人物である。

## 現代における庶民院に限られた性質
議会において庶民院が権限の大部分を保持しているため、四大閣僚の地位を保持する者が貴族院議員であることは少なくなっている。貴族院議員が四大閣僚の地位に就いた最後の例は次の通り。
- 首相：ヒューム伯爵（1963年10月20日–23日、保守党）: ヒューム伯爵は首相に指名された後、自身の爵位を返上し、11月7日の補欠選挙で庶民院議員に選出された。なお、爵位返上から当選までの間は、首相の地位にありながら国会議員ではないという状況にあった。在任期間を通して貴族院議員であり続けた最後の首相は、保守党のソールズベリー侯爵（1895年6月25日 – 1902年7月11日）である。
- 財務大臣：デンマン卿（英語版）（1834年11月14日–12月15日、ホイッグ党）：デンマンは首席判事（英語版）としての職権上の職務として代理でポストを保持しただけであった。彼以前には、保守党の貴族院議員テンターデン卿（英語版）（1827年8月8日–9月3日）もそのようにした。常任で財務大臣を務めた最後の貴族院議員は、ホイッグ党のスタンホープ子爵（1717年4月15日 – 1718年3月20日）である。
- 外務大臣：キャメロン男爵（2023年11月13日 - 2024年7月5日、保守党）：第75代イギリス首相（2010年 - 2016年)、第20代保守党党首を務めたキャメロンは、政界を引退し議席を有さなかったため、一代貴族チッピングノートンのキャメロン男爵に任命され貴族院議員として外相に就任した[7]。それ以前には、保守党のキャリントン卿（1979年5月5日 – 1982年4月5日）が外相に就任している。なお、1964年から1965年にかけて、総選挙で敗北して議席を失ったパトリック・ゴードン・ウォーカー（英語版）が3か月間外務大臣を務めていたこともある。
- 内務大臣：ケイヴ子爵（英語版）（1918年11月14日 – 1919年1月14日、保守党）：在職中にケイヴ子爵の爵位を授けられた。

## 女性の進出
2025年現在、四大閣僚のいずれかの役職に就いたことのある女性は10名である。テリーザ・メイは2016年7月に首相に就任したことで、四大閣僚の複数の役職を経験した最初の女性となった。さらに、メイ内閣でアンバー・ラッドが内務大臣に任命されたことにより、史上初めて2名の女性が同時に四大閣僚の役職を占めた。
- 首相：マーガレット・サッチャー（1979年–1990年）、テリーザ・メイ（2016年–2019年）、リズ・トラス （2022年）
- 財務大臣：レイチェル・リーヴス （2024年-現職）
- 外務大臣：マーガレット・ベケット（2006年–2007年）、リズ・トラス（2021年ー2022年）
- 内務大臣：ジャッキー・スミス（2007年–2009年）、テリーザ・メイ（2010年–2016年）、アンバー・ラッド（2016年–2018年）、プリティ・パテル（2019年-2022年）、スエラ・ブレイバーマン（英語版）（2022年、2022年-2023年）、イヴェット・クーパー（2024年-現職）